# Liste des conflits au Canada
La liste des conflits au Canada recense toutes les guerres, batailles, échauffourées, ou actes de terrorisme majeurs qui se sont produits sur le sol canadien. Une liste complète de tous les actes de terrorisme est consultable ici.

## Avant leXVIIesiècle
- 1006 Affrontements entre Vikings et Skræling à L'Anse aux Meadows

## XVIIesiècle
- Années 1600 : guerre entre les Hurons et les Iroquois
- 1640 Guerres franco-iroquoises
- 1690 Bataille de Québec (1690)

## XVIIIesiècle
- 1754 - 1763 Guerre de Sept Ans
  - 1754 Bataille de Jumonville Glen
  - 1754 Bataille de Fort Necessity ou Bataille de Great Meadows
  - 1755 Bataille de Fort Beauséjour
  - 1755 Expédition Braddock (Bataille de la Monongahela)
  - 1755 Bataille du lac George
  - 1756 Bataille de Fort Oswego
  - 1756 Expédition Kittanning
  - 1757 Bataille de Fort William Henry
  - 1758 Siège de Louisbourg
  - 1758 Bataille de Fort Frontenac
  - 1758 Bataille de Fort Carillon
  - 1758 Bataille de Fort Duquesne
  - 1758 Bataille de Fort Ligonier
  - 1759 Bataille de Ticonderoga (1759)
  - 1759 Bataille de Fort Niagara
  - 1759 Bataille de Beauport
  - 1759 Bataille des Plaines d'Abraham
  - 1760 Bataille de Sainte-Foy
  - 1762 Bataille de Signal Hill
- 1763 Rébellion de Pontiac
- 1775 Invasion américaine du Canada
  - 1775 Expédition Arnold
  - 1775 Bataille de Québec (1775)
  - 1776 Bataille de Trois-Rivières
  - 1776 Bataille des Cèdres
  - 1776 Île aux Noix
  - 1776 Bataille de l'île Valcour
- 1777 Campagne de Saratoga
  - 1777 Siège de Fort Ticonderoga

## XIXesiècle
- 1812 -1815 Guerre anglo-américaine de 1812
  - 1812 Bataille de Queenston Heights
  - 1812 Première bataille du moulin de Lacolle
  - 1813 Bataille de York (aujourd'hui Toronto)
  - 1813 Bataille du Cran
  - 1813 Bataille de Beaver Dams
  - 1813 Bataille du lac Érié
  - 1813 Bataille de la rivière Thames
  - 1813 Bataille de la Châteauguay
  - 1813 Bataille de la ferme Crysler
  - 1814 Deuxième bataille du moulin de Lacolle
  - 1814 Bataille de Chippawa
  - 1814 Capture de Fort Érié
  - 1814 Bataille de Cook's Mills
- 1816 Guerre du pemmican
  - 1816 Bataille de la Grenouillère
  - 1816 Capture du Fort Douglas
  - 1816 Capture du Fort William
- 1837 - 1838 Rébellions de 1837-1838
  - Rébellion des Patriotes
    - 1837 Bataille de Saint-Denis
    - 1837 Bataille de Saint-Charles
    - 1837 Bataille de Saint-Eustache
    - 1838 Bataille de Baker's farm
    - 1838 Bataille de Lacolle
    - 1838 Bataille d'Odelltown
    - 1838 Bataille de Beauharnois
    - 1838 Bataille de La Chaudière

  - Rébellion du Haut-Canada
    - 1838 Bataille du Moulin-à-Vent
- 1838-1839 Guerre d'Aroostook
- 1859 Guerre du cochon
- 1866 - 1871 Raids féniens
  - 1866 Bataille de Ridgeway
  - 1870 Bataille d'Eccles Hill
- 1868 Thomas D'Arcy McGee est assassiné à Ottawa par un nationaliste irlandais
- 1869 - 1870 Rébellion de la rivière Rouge
  - 1870 Expédition de Wolseley
- 1873 Massacre de Cypress Hills
- 1885 Rébellion du Nord-Ouest
  - 1885 Bataille du lac aux Canards
  - 1885 Massacre de Frog Lake
  - 1885 Bataille de Fort Pitt
  - 1885 Bataille de la Coulée des Tourond
  - 1885 Bataille de Cut Knife
  - 1885 Bataille de Batoche
  - 1885 bataille de Frenchman Butte
  - 1885 Bataille de Loon Lake
- 1886 Émeutes anti-chinois à Granville (aujourd'hui Vancouver)

## XXesiècle
- 1907 Émeutes antichinoises à Vancouver
- 1917 Crise de la conscription
- 1919 Grève générale de Winnipeg
- 1942 - 1944 Bataille du Saint-Laurent
- 1955 Émeute Maurice Richard
- 1970 Crise d'Octobre
- 1982  Les Squamish Five, un groupe anarchiste canadien s'inspirant d'Action directe fait sauter une usine des Industries Litton
- 1985  Le vol 182 Air India qui avait décollé depuis l'aéroport international Montréal-Mirabel explose à la suite d'un attentat de séparatistes sikhs
- 1990 Crise d'Oka
- 1990 Violence policière lors de l'arrestation de personnes âgées et d'enfants manifestant à Seton Portage en Colombie-Britannique
- 1995 Crise d'Ipperwash

## XXIesiècle
- 28 février 2006 jusqu'à ce jour: Conflit territorial de Caledonia en Ontario